# La Chapelle-Saint-Ouen
La Chapelle-Saint-Ouen település Franciaországban, Seine-Maritime megyében. Lakosainak száma 143 fő (2022. január 1.). La Chapelle-Saint-Ouen Bois-Guilbert, La Hallotière, Rebets, Sigy-en-Bray, Saint-Lucien és Morville-le-Héron községekkel határos.

## Népesség
A település népességének változása:
| Lakosok száma | 109  | 123  | 129  | 130  | 132  | 135  | 137  | 140  | 143  |
|               | 2013 | 2015 | 2016 | 2017 | 2018 | 2019 | 2020 | 2021 | 2022 |